# Польське андрологічне товариство
Польське андрологічне товариство (пол. Polskie Towarzystwo Andrologiczne) — польське наукове товариство, засноване в 1993 році як об'єднання фахівців, професійно залучених до досліджень та вирішень проблем фізіології і патології чоловічої репродуктивної системи, як з клінічної, так і з суто наукової точки зору. Членами Товариства є лікарі різних спеціальностей, в тому числі андрологи, терапевти, урологи, ендокринологи, гінекологи, педіатри, лабораторні діагности, біологи.

## Опис діяльності
Відповідно до Статуту, метою створення та діяльності даного Товариства є:
- поширення і вдосконалення принципів медичної деонтології;
- підвищення професійної кваліфікації та наукового рівня членів Товариства;
- співпраця з органами державного управління, науковими установами та науковими товариствами, що займаються питаннями охорони здоров'я чоловіків;
- захист інтересів і прав андрологів;
- представлення андрології в Польщі й за кордоном[2].

На даний час дійсними членами даного Товариства є 281 особа.
З 1995 року Польське андрологічне товариство є членом «Міжнародного товариства андрології» (англ. International Society of Andrology).

### Премія Товариства
Починаючи з 2005 року, Товариство щорічно присуджує «Наукову молодіжну премію імені професора Міхала Бокіньця» (пол. Naukowa Nagroda Młodych PTA im. Profesora Michała Bokińca) за кращу опубліковану наукову роботу в області андрології.

### Видавнича діяльність
З 2014 року Товариство видає електронний науковий журнал «Postępy Andrologii Online».

### Сьогодення
Головою Товариства є доктор медичних наук Шимон Бакальчук.
Актуальна інформація про діяльність Товариства публікується на сайті www.andrologia-pta.com.pl.